# Bomaanslagen in Stockholm op 11 december 2010

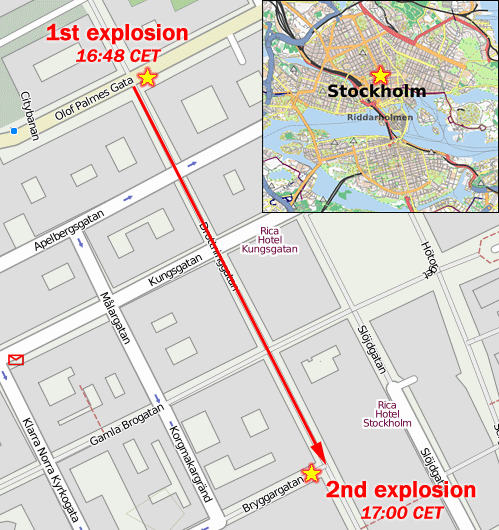
Plaats van aanslagen

Op 11 december 2010 vonden twee bomaanslagen in Stockholm plaats. Bij deze aanslagen kwam de zelfmoordterrorist om het leven en raakten twee omstanders gewond.

## Verloop van de gebeurtenissen
De eerste explosie vond plaats om 16:48 toen een Audi 80 Avant ontplofte aan de kruising van de Olof Palmes Gata en de Drottninggatan, de bekendste winkelstraat van Stockholm. De auto was geladen met flessen met lpg. Bij deze explosie raakten twee omstanders gewond.
De tweede explosie vond plaats om 17:00 aan de kruising van de Bryggargatan en de Drottninggatan. Hier blies de Iraakse aanslagpleger zichzelf op. Slechts een van de zes pijpbommen die de man bij zich droeg explodeerde. De rugzak met spijkers, die de man droeg, bleef intact, waardoor de aanslag mislukte. Op dat moment was het rond de plek van de aanslag erg druk met winkelende mensen.
Tien minuten voor de aanslagen was een dreigmail binnengekomen bij de Zweedse veiligheidsdienst en het nieuwsagentschap Tidningarnas Telegrambyrå, waarin werd verwezen naar de Zweedse militaire aanwezigheid in Afghanistan en de tekeningen van de Zweedse kunstenaar Lars Vilks.

## Reacties
Tijdens een persconferentie daags na de aanslagen liet Zweeds premier Fredrik Reinfeldt weten dat de aanslagen in het centrum van Stockholm vele Zweden doen afvragen of Zweden minder veilig is geworden. Wat gebeurd is, is ongewild en onaanvaardbaar. Wij moeten onze open samenleving, waar verschillende groepen vreedzaam naast elkaar kunnen leven, bewaren, aldus de premier.
De Zweedse sociaaldemocraten, die in de oppositie zaten, hadden scherpe kritiek op de conservatieve minister van buitenlandse zaken Carl Bildt, omdat deze de aanslag zou hebben zien aankomen, maar het Zweedse publiek niet gewaarschuwd had.
Vertegenwoordigers van Zweedse moslims veroordeelden de aanslag. "Wij zijn ware moslims en een ware moslim heeft niets met een terreurdaad van doen.", aldus imam Ben Mahmoud Rahmeh. "Zweden is ons land en zijn volk is ons volk. Wat het land verheugt, verheugt ons. Wat de natie pijnigt, pijnigt ons."
Daarentegen stelde de imam van de Stockholmse Zayed-bin-Sultan-Al-Nahyans-moskee, de grootste moskee van Zweden, de "democratische terreur" voor de aanslag verantwoordelijk. "Men beschuldigt altijd de moslims in welke politieke of financiële crisis dan ook. Hij heeft niet gedood. Hij doodde slechts zichzelf. Mijns inziens is hij het slachtoffer van de valse democratie. De democratische terreur veroorzaakte deze daad."